# Château (bateau)
 (mars 2025).
Si vous disposez d'ouvrages ou d'articles de référence ou si vous connaissez des sites web de qualité traitant du thème abordé ici, merci de compléter l'article en donnant les références utiles à sa vérifiabilité et en les liant à la section « Notes et références ».
Pour les articles homonymes, voir Château (homonymie).
Le château, avant ou arrière, est un pont surélevé à la proue et à la poupe d'un voilier entre les XIIIe et XIXe siècles puis la superstructure d'un navire moderne dépassant de la coque.  

## Historique

### Marine à voile
Dès le Moyen Âge, les voiliers de la marine marchande et de la marine de guerre sont équipés de châteaux ou gaillards, ponts surélevés à l'avant et à l'arrière. Les premiers sont destinés au logement des hommes d'équipage, les seconds à celui du capitaine et des officiers. Les flancs de la coque des premières hourques ou houlques sont fortement renflés et leur poupe arrondie. Les cogues présentent dès l'origine un château à l'étambot puis à partir du XIVe siècle un château à l'avant du pont. Les caraques de la fin du Moyen Âge comme la Santa Anna ou le Henri Grâce à Dieu et les caravelles du XVe siècle, plus affinées et à la poupe droite, sont caractérisées par deux imposants châteaux à l'avant et à l'arrière. Les galions, à l'origine navires espagnols destinés aux échanges avec les colonies, constituent entre les XVIe et XIXe siècles le navire de ligne principal des flottes des autres nations européennes. Ancrés dans la mémoire collective grâce à la littérature et aux films de pirates, la façade richement décorée de leur château arrière a antérieurement inspiré les architectes des maisons des armateurs comme la maison du Cornet à Bruxelles ou celle de René Duguay-Trouin à Saint-Malo, construite par ses charpentiers de marine.

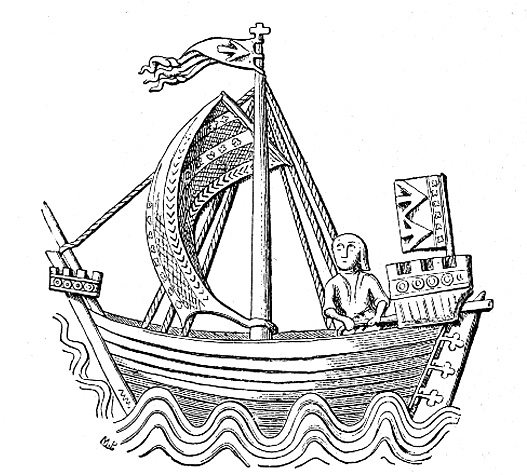
Cogue représentée sur le sceau de la ville de Stralsund.
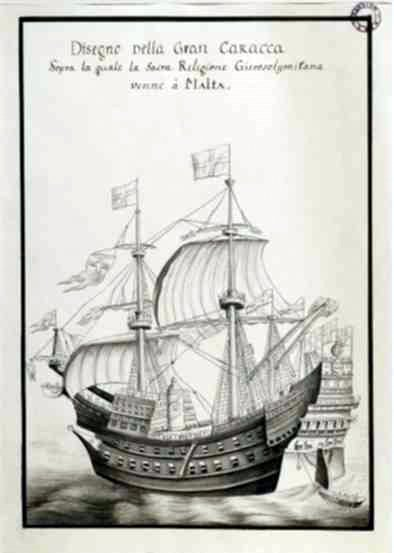
La Santa Anna, Grande Caraque des Hospitaliers.
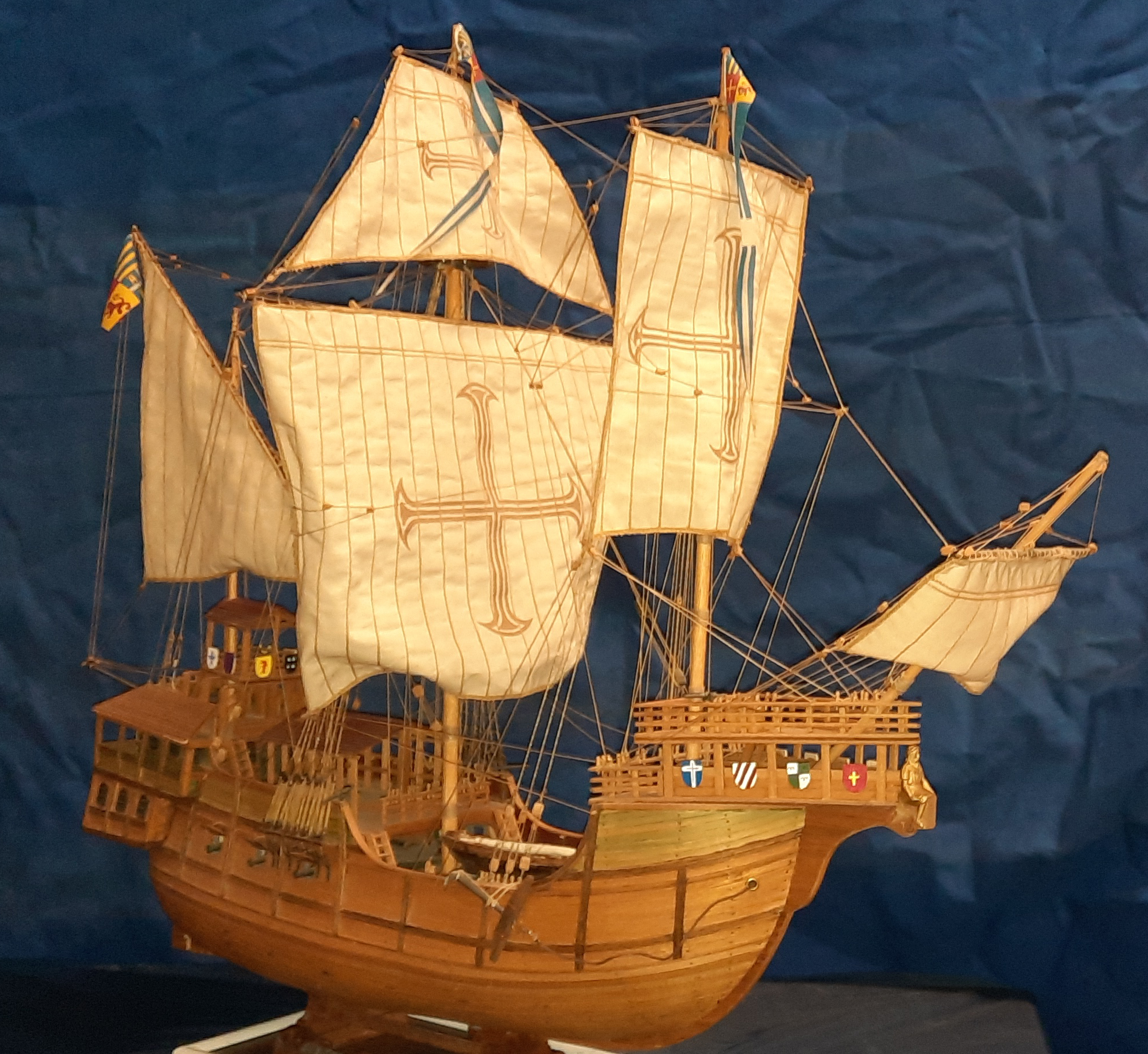
Maquette d'une caravelle au musée maritime Amiraglio Carlo Mirabello (it) à Tortone.
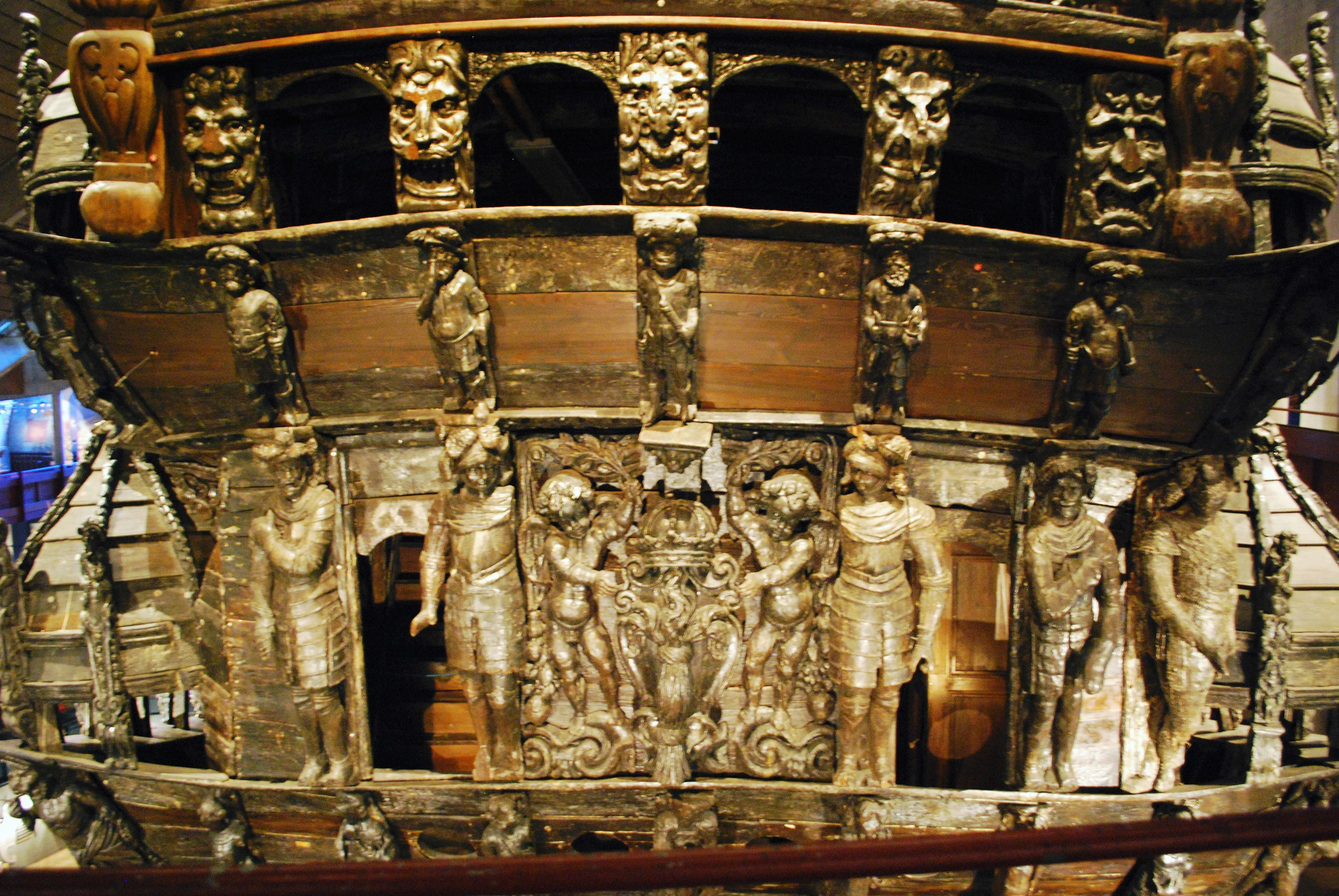
Détails de la façade du château arrière du Vasa (1626).
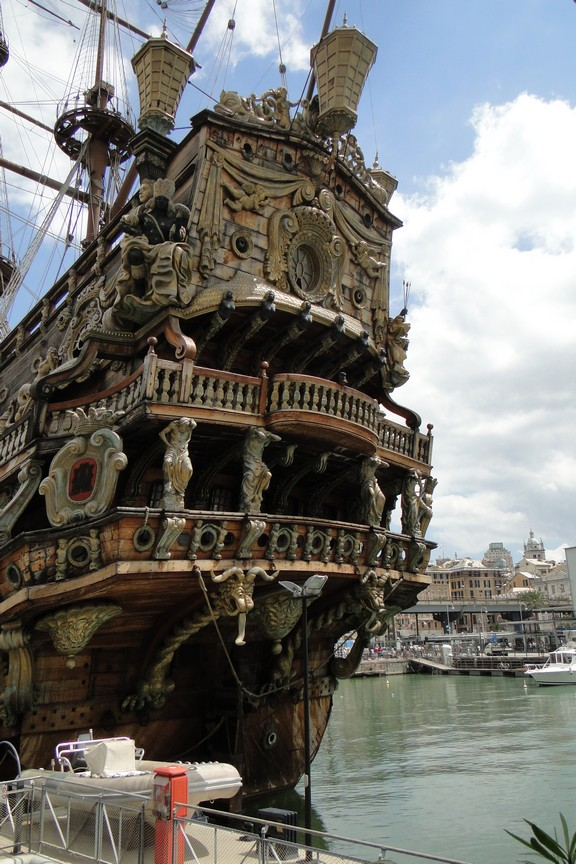
Château arrière du Neptune, réplique d'un galion du XVIIe siècle reconstitué pour le film Pirates.
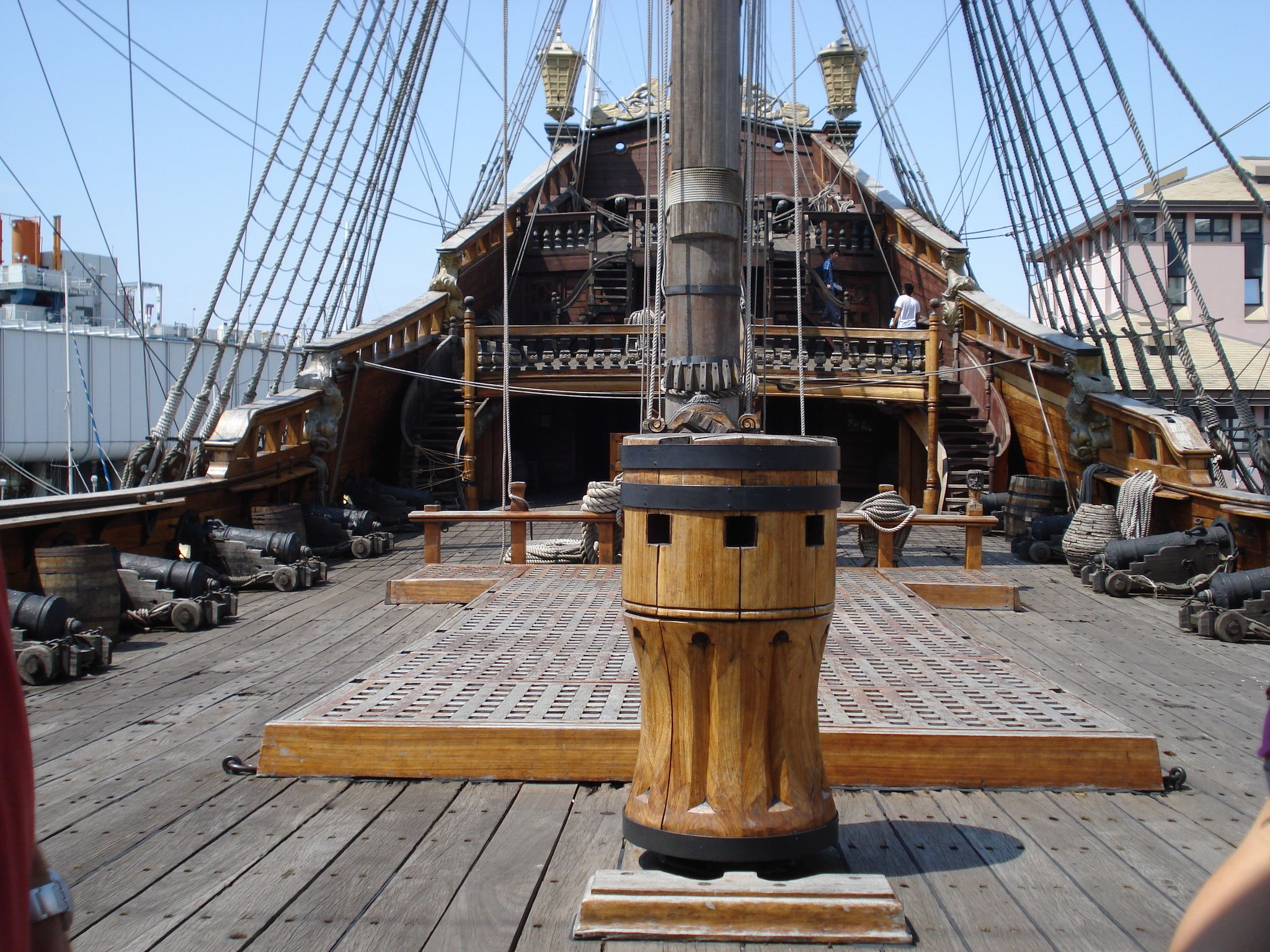
Le même vu du pont.
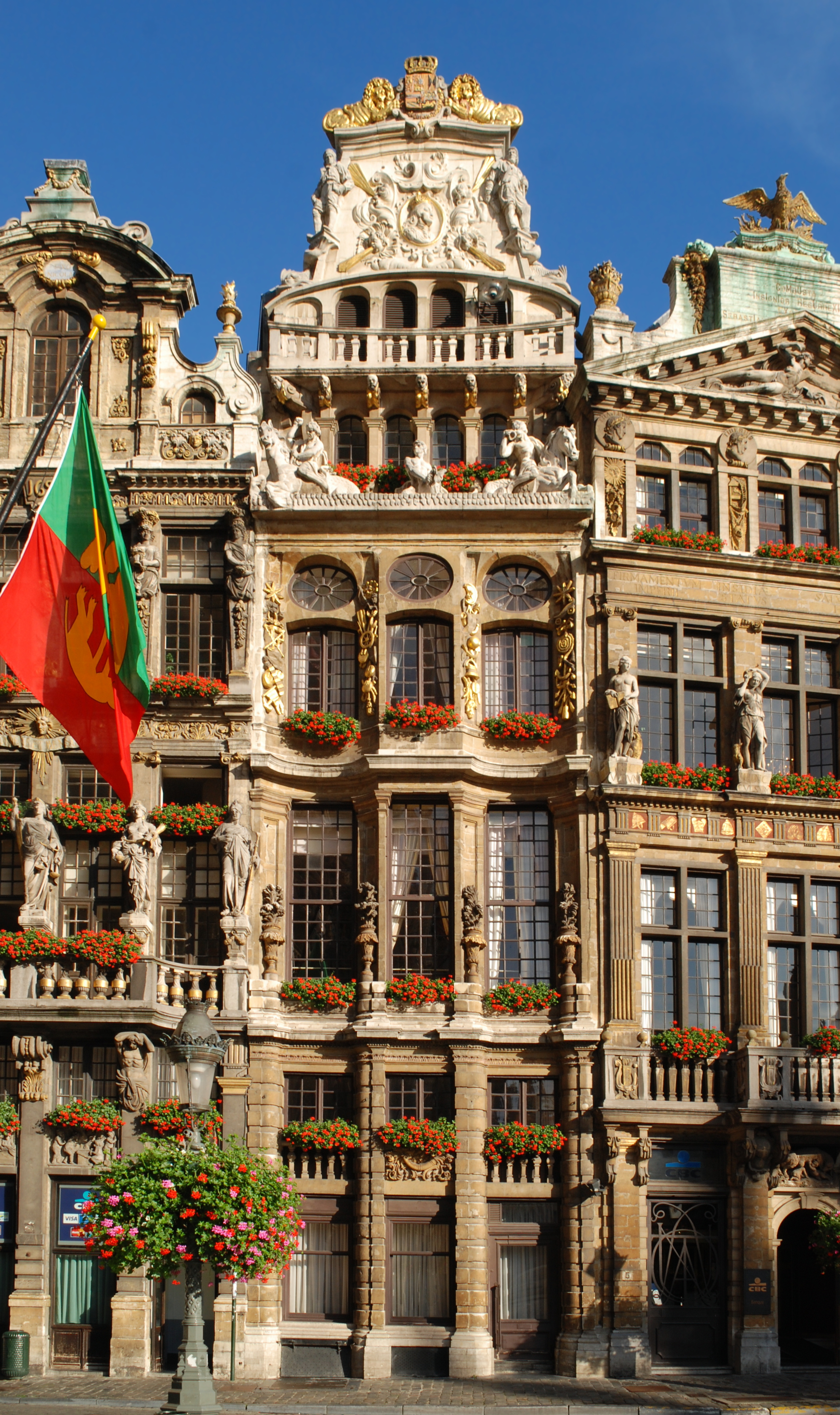
Façade de la maison du Cornet à Bruxelles.

### Navires modernes
Au XXe siècle, on a réservé ce terme à une superstructure située au milieu (dans la longueur) du navire, le terme ancien de « château avant » étant remplacé par gaillard, ou « gaillard d’avant », de même que le terme « château arrière » était remplacé par dunette. L'augmentation de la taille des navires de commerce dans les années  1960 et 1970, la recherche d'un coût moindre de construction et la volonté de réduire les risques d'incendie ont conduit à translater le château sur l'arrière et à le fusionner avec la dunette et la cheminée afin de laisser davantage de place à la cargaison, qui occupe alors entièrement l'espace laissé libre entre le château et la proue.  
La diminution du risque d'incendie provient de la concentration dans une même zone des risques associés aux machines, aux locaux techniques et aux locaux de vie, avec une séparation nette d'avec la cargaison. Cependant, le gigantisme des plus grands porte-conteneurs actuels a imposé de ramener le château vers le milieu du navire, le transport des conteneurs en pontée de 7 ou 8 conteneurs de haut sur presque 400 mètres de longueur occultant trop le champ de vision de la passerelle pour permettre de naviguer en sécurité (la zone aveugle sur l'avant du navire s'étendant alors sur plusieurs centaines de mètres). 
Les équipements de communication et d'émission-réception des navires et de marétique, tel que l'AIS, prennent en général place au sommet du château des navires, afin de bénéficier de la vue la plus claire possible. 

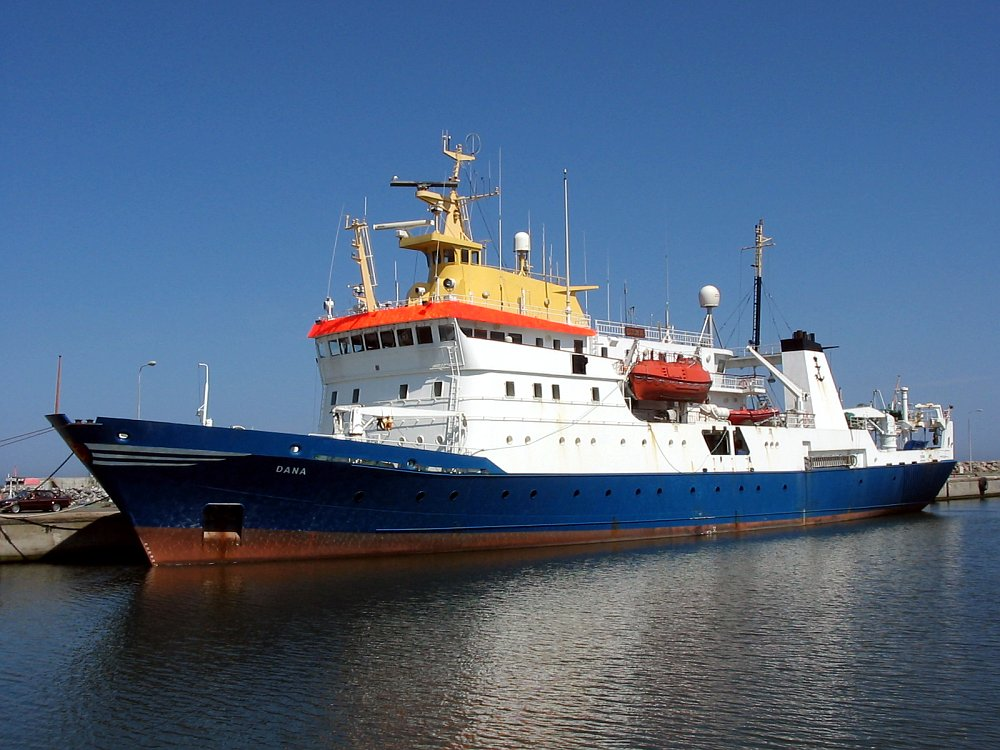
Navire comportant un château
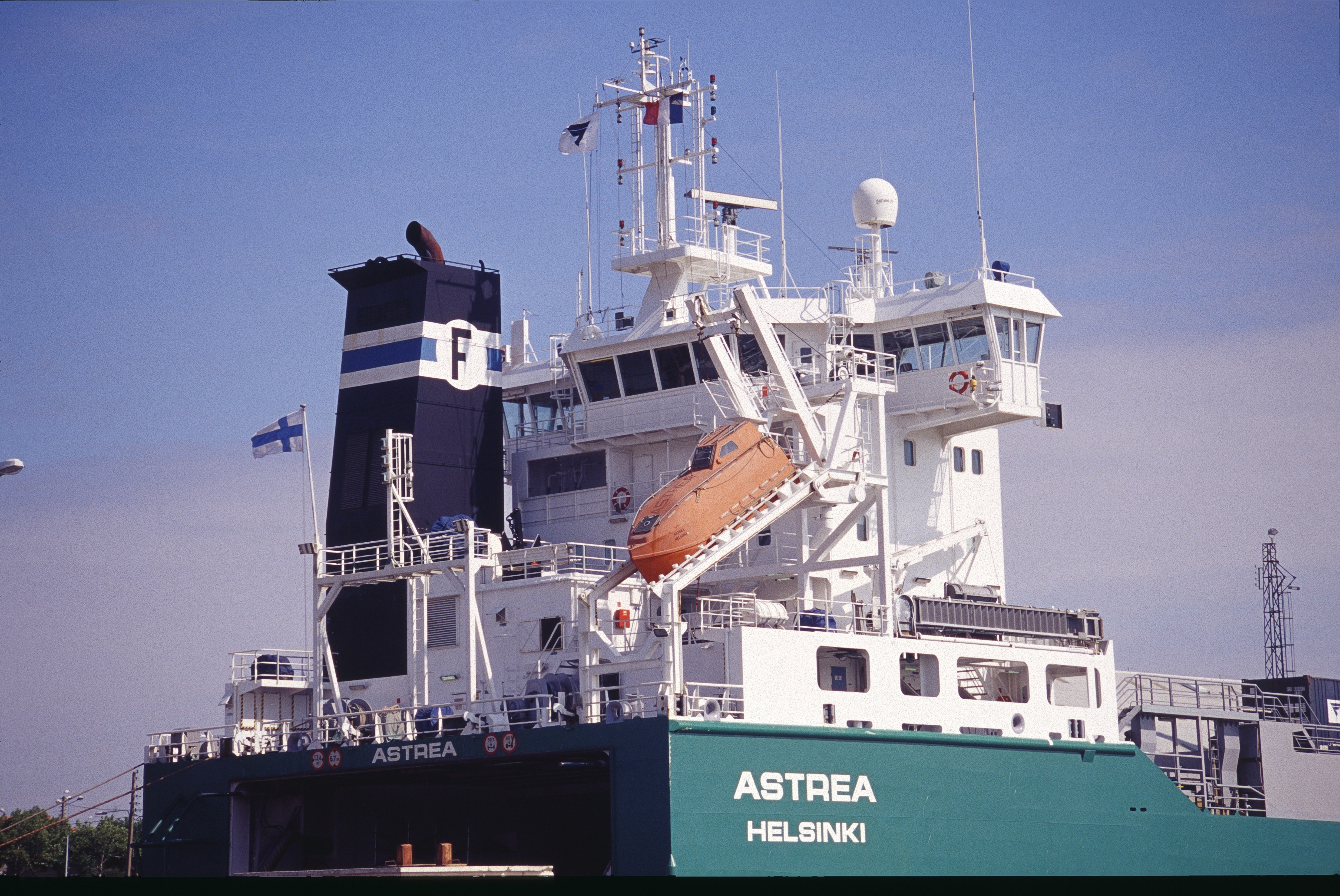
L'arrière du château d'un roulier.
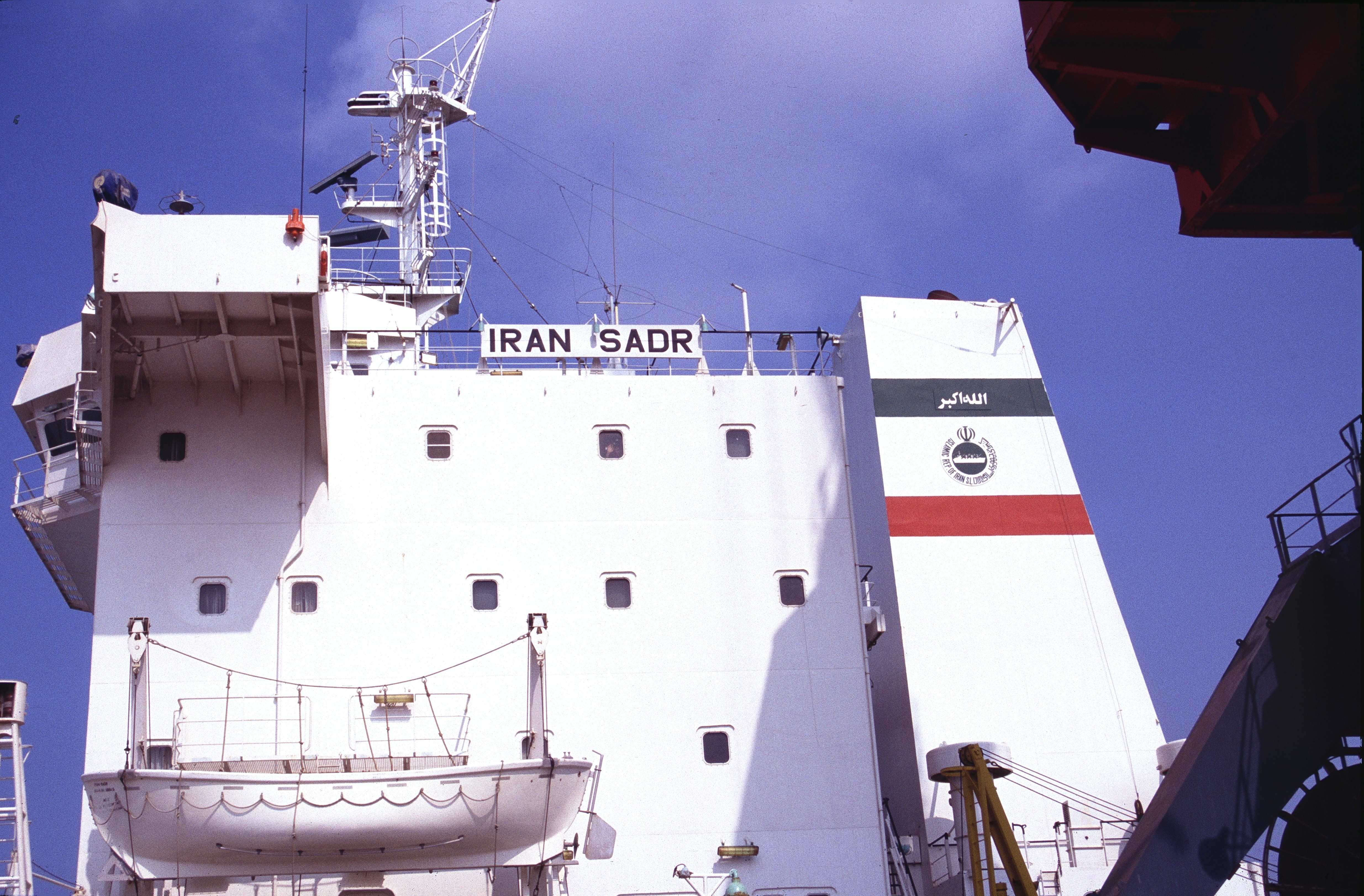
Vue de profil du château d'un navire de commerce.
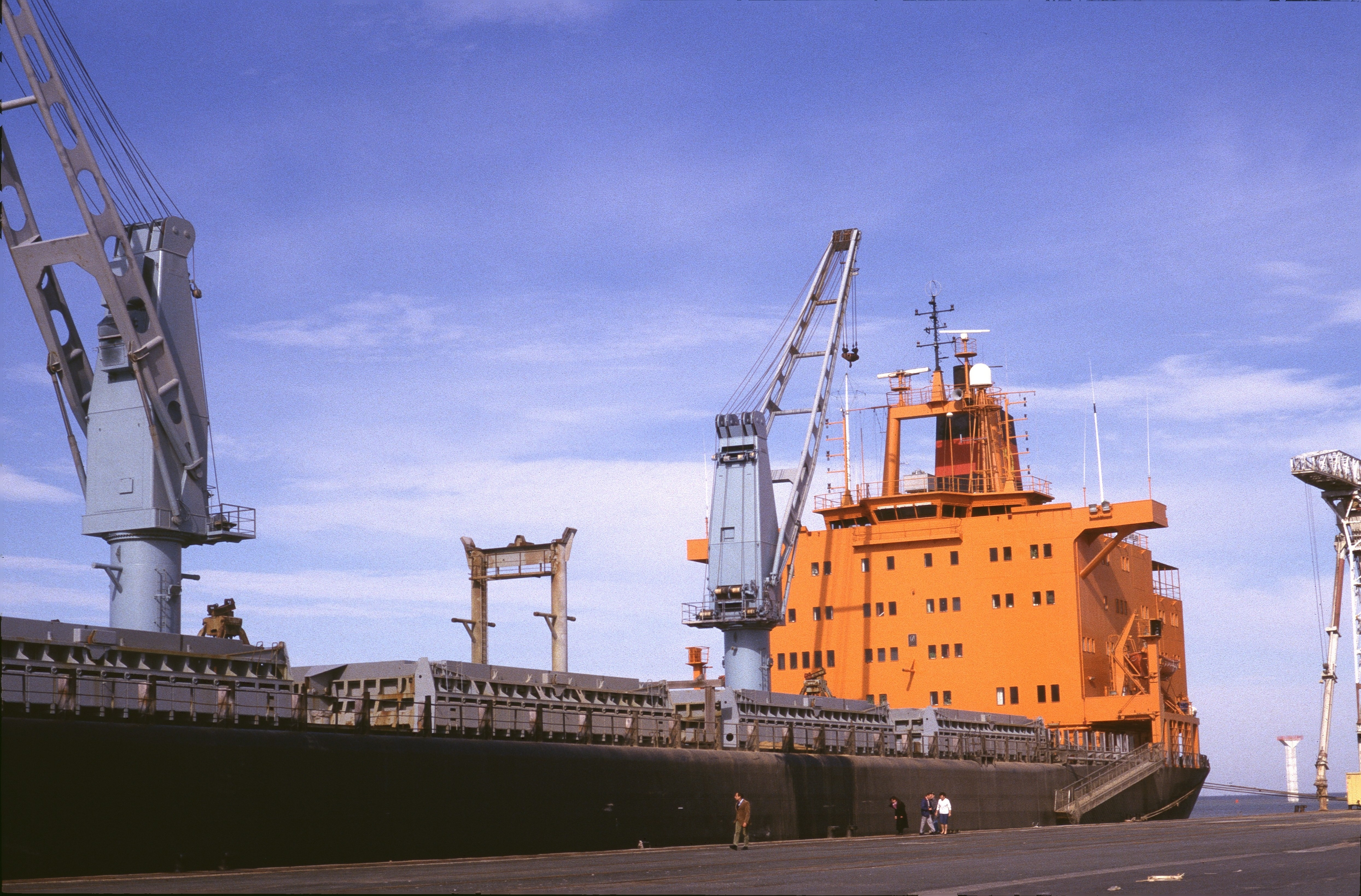
Le devant du château d'un navire de charge.
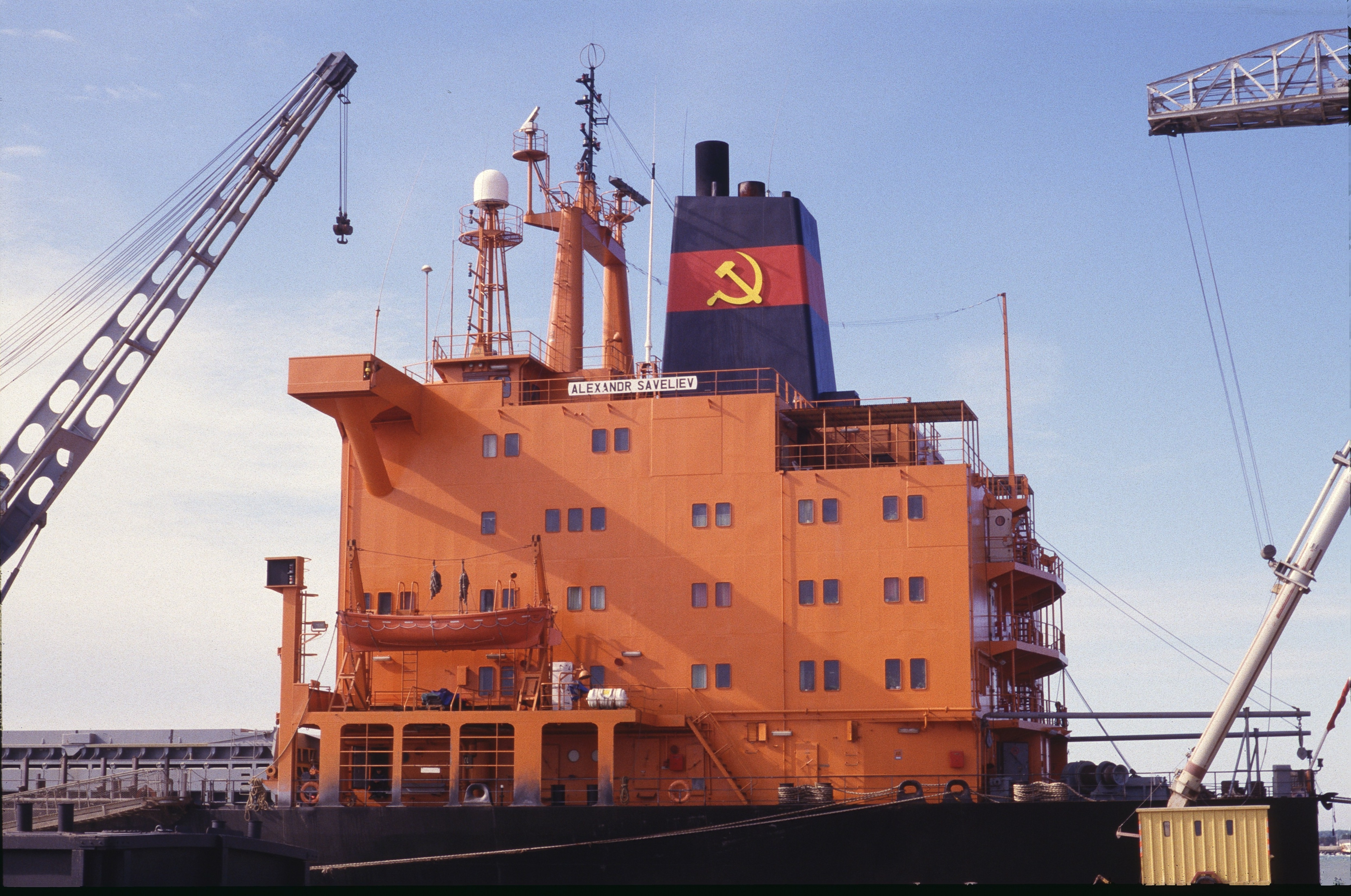
Profil du château d'un navire de charge.
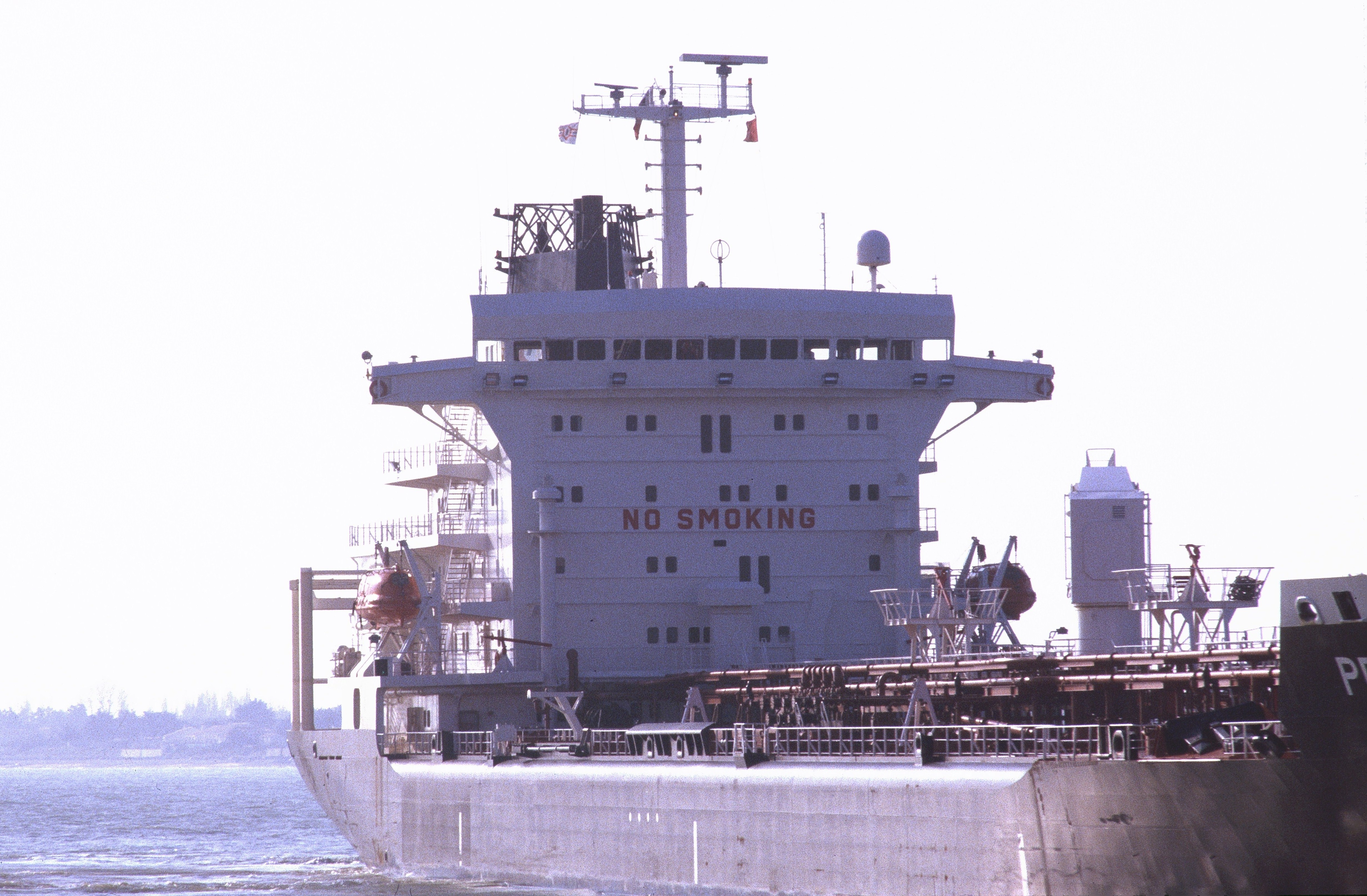
Façade avant du château d'un navire-citerne.
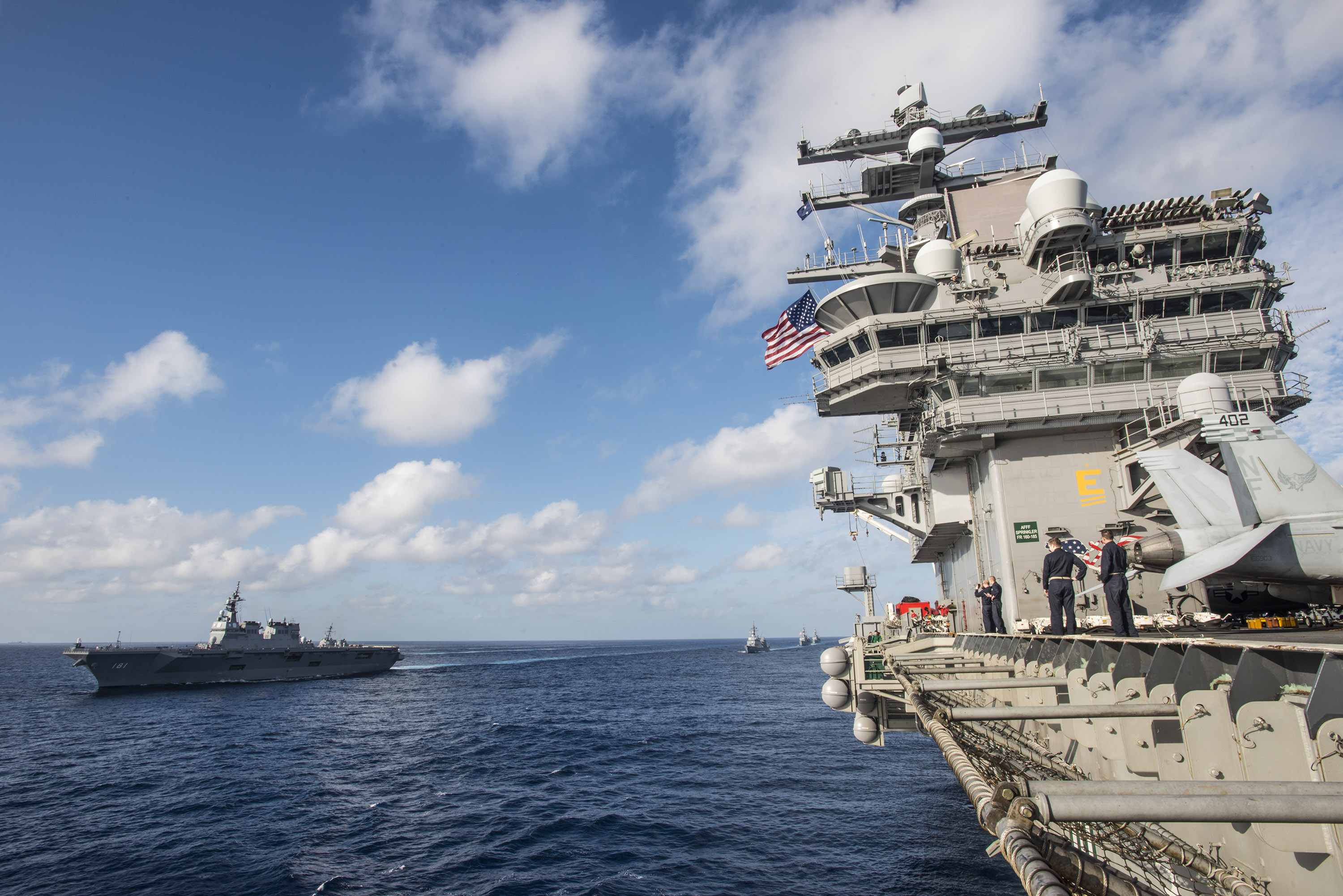
Le château du porte-avions USS Ronald Reagan (CVN-76).